# Rue Henri-Heine
La rue Henri-Heine est une voie publique du 16e arrondissement de Paris, en France.

## Situation et accès
Cette rue, large de 12 mètres et longue de 285 mètres, donne sur cinq voies :
- l'avenue Mozart (au no 96) à son début ;
- la rue de la Source ;
- la rue Jasmin ;
- la rue René-Bazin au no 24 ;

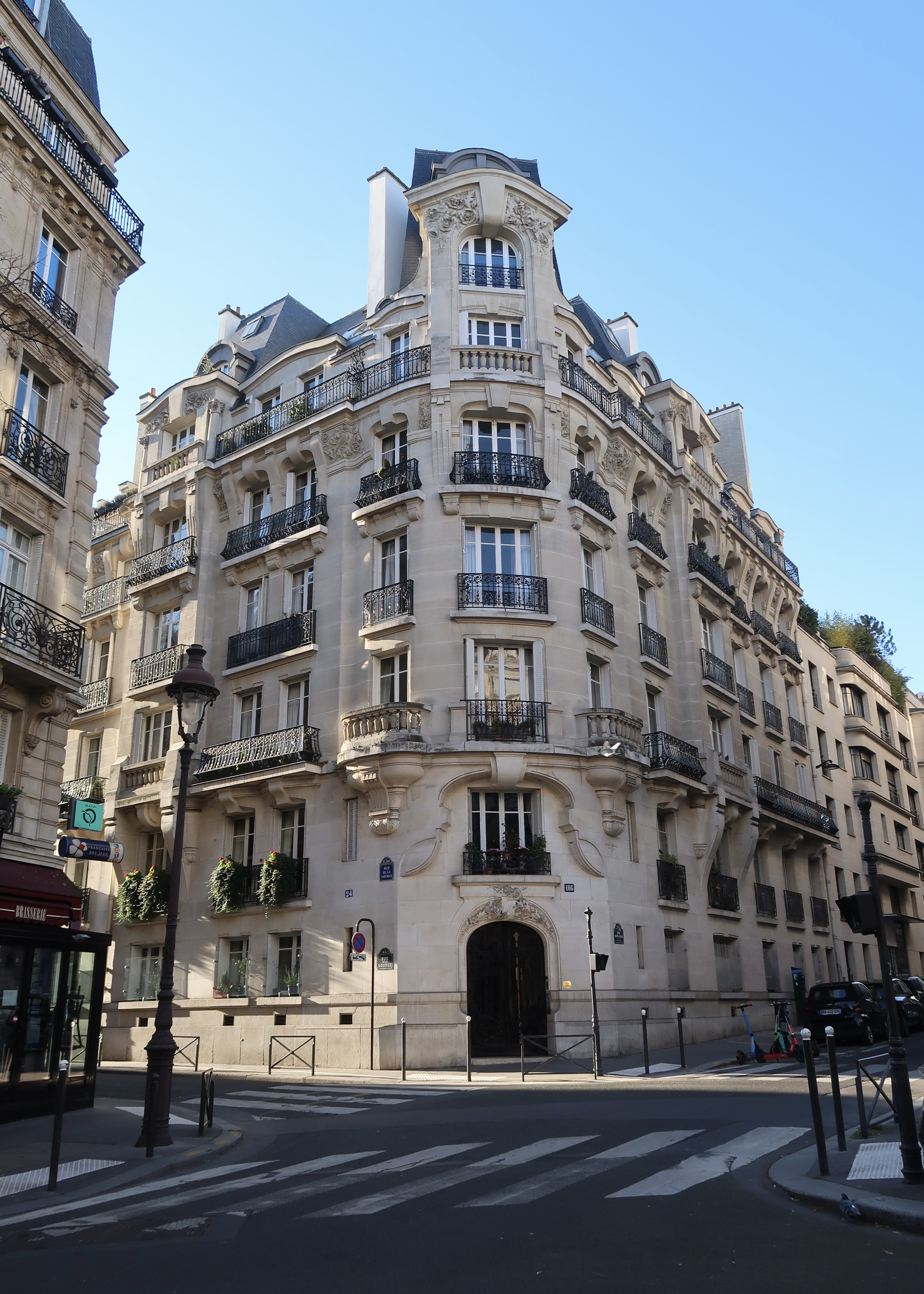
Au croisement avec l'avenue Mozart et la rue de la Source.

- la rue du Docteur-Blanche (au no 49) à sa fin.

Elle est en sens unique pour la circulation automobile de son début à sa fin.
La rue est accessible par la ligne 9 à la station de métro Jasmin située en bas de la rue de l'Yvette.

## Origine du nom

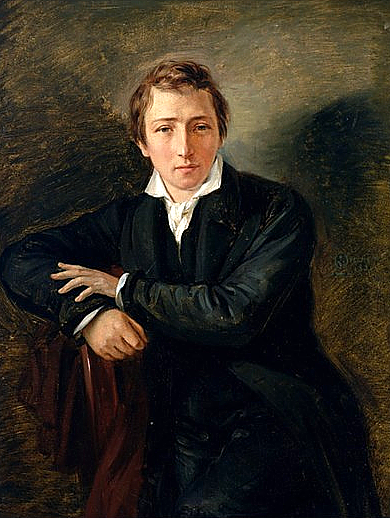
Henri Heine.

Elle porte le nom de l'écrivain allemand Henri Heine (1797-1856), cousin germain des propriétaires, Michel Heine et son fils Georges Heine, banquiers, et tous deux futurs régents de la Banque de France.

## Historique
MM. Heine, banquiers, demandèrent en 1883 l'autorisation d'établir sur leurs terrains et à leurs frais une rue de 12 mètres de largeur, allant de l'avenue Mozart à la rue des Fontis.
Elle fut ouverte et classée dans la voirie parisienne par décret du 19 juin 1884, mais elle fut arrêtée à hauteur de la rue de la Cure.
Un décret du 11 mars 1886 donna à cette rue le nom de « rue Henri-Heine ».
La rue fut prolongée par un décret du 19 mai 1909 jusqu'à la rue du Docteur-Blanche. Elle ne comportait qu'une seule maison en 1910. 
Sous l'Occupation allemande, les autorités d'Occupation, qui n'appréciaient pas le nom judaïque du poète allemand (d'ailleurs converti au protestantisme), transformèrent, par un arrêté du 26 novembre 1942, le nom de la « rue Henri-Heine » par celui de « rue Jean-Sébastien-Bach ».
La rue reprit son nom par un arrêté du 7 juillet 1945.

## Bâtiments remarquables et lieux de mémoire

Nos 8-12 : ancien central téléphonique d'Auteuil.

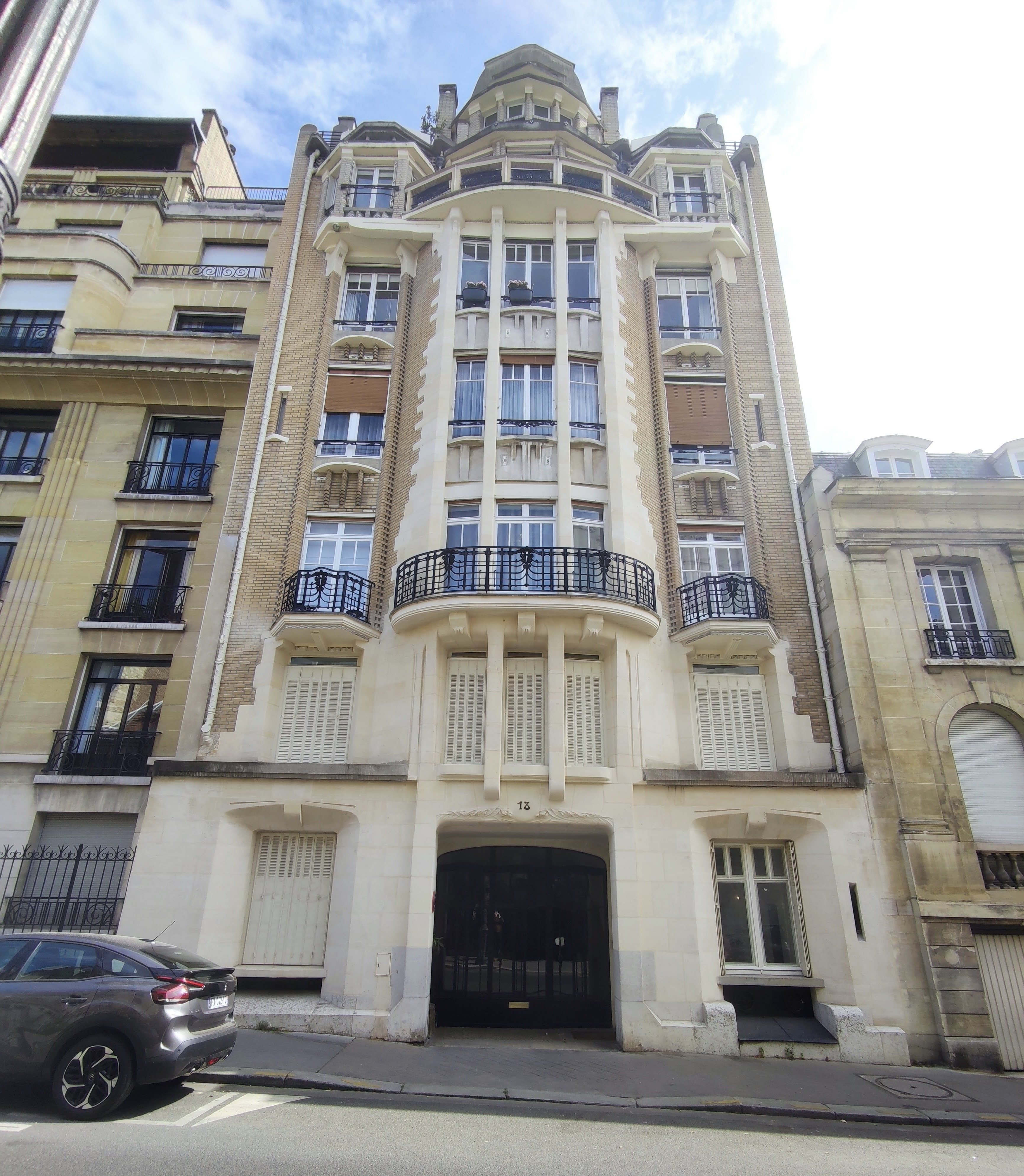
No 18.

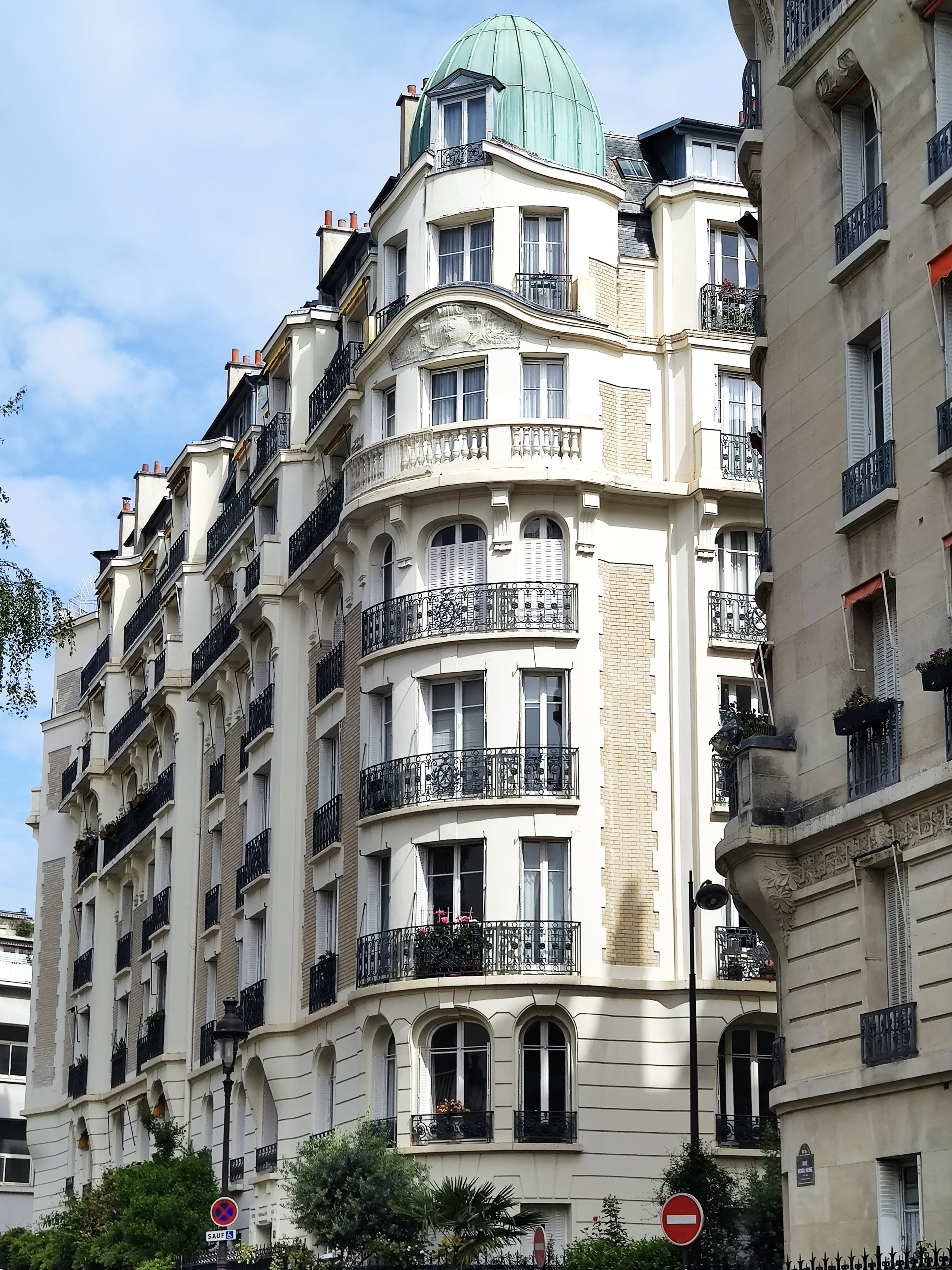
No 24.

Dans la rue se situent plusieurs maisons ou bâtiments remarquables pour leur architecture et leur homogénéité, témoignages artistiques des années 1920.
L'immeuble du numéro 6 date de 1904 (architecte Louis Delay).
Elle possède aux nos 8-12 (à l'angle de la rue Jasmin, côté pair) un ancien central téléphonique parisien. Ce bureau des Postes et Télécommunications, central téléphonique d'Auteuil, fut construit en 1913 par l'architecte Paul Guadet. Le béton est recouvert de briques bicolores et enrichi d'un discret décor de mosaïques et de céramique, dont un beau portail d'entrée. Paul Guadet a ouvert son bâtiment avec de grandes fenêtres pour permettre l'éclairage maximal des téléphonistes. Le bâtiment repose sur un socle en pierre et les grandes fenêtres sont coupées par des meneaux. Ceux-ci sont en béton armé égayé de cabochons de céramique. Le remplissage est en briques, disposées le plus souvent trois par trois en carrés alternés, et interposés de lits horizontaux. Le portail est un beau morceau d'architecture en céramique.
Aux nos 11 et 13, le terrain à l'angle de la rue Jasmin (côté impair) fut autrefois la cafétéria du Central téléphonique d'Auteuil[réf. nécessaire] ; sur la parcelle se trouvait une maison, qui fut propriété de l'Aga Khan, puis d'une société civile immobilière détenue par l’ancien vice-président syrien Rifaat al-Assad, oncle du président Bachar el-Assad, et brouillé avec celui-ci. Le site reste en friche pendant trente ans. Il est préempté par la mairie de Paris pour construire un immeuble de 34 logements sociaux et une crèche, inaugurés en juin 2022.
Au no 18, l'immeuble Guimard, construit par Hector Guimard en 1926 et non signé, représente une de ses dernières expressions de l'Art nouveau, plus dépouillée que les œuvres antérieures, et proche du style Art déco. Cet immeuble remporta d'ailleurs le Concours de façades de la ville de Paris, et peut être considéré comme le chef-d'œuvre de la dernière période créatrice de Guimard. La façade est en brique et pierre de taille et comprend trois travées symétriques organisées autour d'un bow-window central en pierre de taille. Hector Guimard abandonne définitivement l'ornementation Art nouveau pour un style plus épuré, proposant ainsi une vision très personnelle de l'Art déco. À l'intérieur, il réussit à recréer un exceptionnel mur de pavés de verre séparant les deux escaliers comme au Castel Béranger. Propriétaire de l'immeuble, l'architecte y habitait l'appartement du 3e étage, qui fut son dernier lieu d'habitation en France avant son départ définitif pour les États-Unis en 1938, fuyant la montée du nazisme, avec son épouse, l'artiste peintre Adeline Oppenheim.
L'architecte possédait également des terrains dans cette rue, sur lesquels on construisit par exemple l'immeuble d'angle avec le 13, rue René-Bazin, dont tous les garde-corps ont été dessinés et conçus par Hector Guimard. 
Le collège Montmorency, propriété de M. Perrier, construit de 1928 à 1930 par les architectes cubistes Pol Abraham et Paul Sinoir (l'architecte du jardin Majorelle à Marrakech) se situait au no 15. Ce collège, conçu pour recevoir des jeunes étudiantes américaines, comportait des bureaux, quatre salles de cours, un salon-bibliothèque-théâtre en saillie au deuxième étage, dix-huit chambres, une infirmerie, un laboratoire et des pièces pour le personnel. La façade laissant apparent le béton armé, l'absence de tout ornement, la rigidité des formes renvoyant aux fonctions font de cette réalisation un manifeste moderniste. Le bâtiment, dépouillé, possède (malgré des modifications postérieures malencontreuses des huisseries et du crépi) une force étonnante par l'agencement de ses volumes, rare exemple d'architecture cubiste conservé à Paris.
Les dix maisons situées entre les nos 17 et 37 constituent un ensemble remarquable d'homogénéité, dans un style londonien rare à Paris. Leur arrière donne directement sur la maison La Roche construite par Le Corbusier.
Au no 23 habita notamment l'écrivain François Nourissier, président de l'Académie Goncourt de 1996 à 2002.
Les grands immeubles caractéristiques des nos 24 et 26 font partie d'un ensemble en brique et pierre entouré de jardins filants, commun avec le 49, rue du Docteur-Blanche et le 12, rue René-Bazin, ensemble qui fut édifié en 1925 par l'architecte Jean Boucher, sur un terrain appartenant au frère de la poétesse Anna de Noailles, le prince Michel-Constantin Bibesco-Bassaraba de Brancovan (1875-1967). Celui-ci, abandonnant son projet d'y bâtir un hôtel particulier, vendit en 1920 son terrain à la Compagnie parisienne de construction immobilières Desnouettes-Vaugirard-Henri-Heine pour la somme de 534 000 francs.